# Млиновецька сільська громада
Млиновецька сільська громада — колишня об'єднана територіальна громада в Україні, у Зборівському районі Тернопільської области. Адміністративний центр — с. Млинівці.
Площа громади — 81,3 км², населення — 3435 мешканців (2018).
Утворена 21 травня 2019 року шляхом об'єднання Беримівської, Зарудянської та Млиновецької сільських рад Зборівського району.
12 червня 2020 року громада була ліквідована і увійшла до Зборівської міської громади.

## Населені пункти
До складу громади входили 12 сіл:
- Беримівці
- Грабківці
- Заруддя
- Коршилів
- Кудинівці
- Кудобинці
- Лавриківці
- Млинівці
- Озерянка
- Присівці
- Травотолоки
- Тустоголови